# 携帯コミック
携帯コミック（けいたいコミック）は、ネットワークにより配布され携帯電話端末で閲覧する、漫画の内容を持つデジタルコンテンツである。

## 概要
2003年11月のKDDI（au）による「CDMA 1X WIN」サービスの開始とともに、凸版印刷子会社のビットウェイが携帯電話へのコミック配信を開始。その後、各社の第3世代携帯電話で利用できるようになった。データ容量が大きいため、パケット定額サービスの利用が必須となる。
閲覧用の携帯アプリ（ビューワーアプリ）は、ベクトル方式の「ComicSurfing」（セルシス）とラスター方式の「ビットウェイビューワー」（ビットウェイ）の2方式で始まり、現在はラスター方式の機能を実装した「BookSurfing」（ComicSurfingとボイジャーの「T-Time」を統合）が主流となっている。「BookSurfing」の場合、KDDI（au）はダウンロード方式（ファイルのダウンロード完了後に閲覧）を採用し、NTTドコモ・ソフトバンクモバイルはダウンロード方式とストリーミング方式（閲覧毎にページファイルをダウンロード）の選択が可能となっている。
携帯電話の小さい画面を考慮し、例えば「BookSurfing」では漫画はコマごとに読むように変換され、画面に入りきらない大きいコマは台詞（ふきだし）の流れにあわせて順にスクロールする、可読性を損なうような大きい描き文字は後から画面に表示される、といった工夫がなされている。ちなみに、ページ（コマ）送りを携帯電話の上下ボタンで行う方式を定めたのは、ビットウェイの淡野正である。
PDA端末向けのコミック配信は、シャープが開発したXMDFファイル形式による「ブンコビューア」を用い、ザウルスを対象に「Sharp space Town」（1999年5月サービス開始）や「Infogate」（NTTドコモ、2001年3月サービス開始）で行われた。
PCやスマートフォン・タブレット端末向けのデジタルコミックでは、概ね2010年以前までに電子書籍化されたタイトルは.Bookや.ebj（イーブックイニシアティブジャパンのプラットフォーム）によるものが中心であったが、同年以降はEPUB形式が増加している。

## 配布フォーマット
BookSurfing
- コミックサーフィン
- ドットブック

ブンコビューア
- XMDF
- CompactXMDF